# Фелікс Піно фон Фріденталь
Фелікс Піно фон Фріденталь (нім. Felix Pino von Friedenthal; *14 жовтня 1825, Відень — †14 квітня 1906, Фелькермаркт) — австрійський державний і політичний діяч, багаторічний керівник Герцогства Буковина.

## Біографія
Народився 14 жовтня 1825 року у Відні. Походив з шляхетної родини із Ломбардії.
Після закінчення престижної приватної віденської гімназії (нім. Schottengymnasium) вивчав право у Віденському університеті (1845—1848).
З 1849 року на державній службі. Першим місцем роботи був «Кримінальний суд» у Граці. Після цього — Центральна морська адміністрація в Трієсті.
В 1860-х рр. — управління Беллуно, Горіція, Баден.
Після першої каденції президентства на Буковині, Фелікс Піно протягом 1874—1879 рр. обіймає посаду штатгальтера у Австрійському Примор'ї. У 1879—1881 рр. — губернатор Верхньої Австрії.
У період з 1881 р. до 1886 р. фон Фріденталь обіймає посаду міністра торгівлі в уряді Тааффе. Став ініціатором створення «поштових банків», а також обстоював націоналізацію окремих приватних залізниць.

## Діяльність на Буковині
Протягом 1870—1874 рр. фон Фріденталь — Буковинський крайовий президент. Це був один з небагатьох керівників, якого на Буковину направили вже з такими підготовкою та досвідом. Характерною рисою цієї особистості було те, що відразу після призначення почав активно вивчати дві основні мови регіону — українську та румунську.
Небагато в Австрії мужів з такими незвичайними адміністративними здібностями, а вже ледве де так дуже треба такого чоловіка, як у нас, в сій справді мініатюрній Австрії.
— писала про нього «Буковина» [1, 1890, ч. 15].
Фелікс Піно — один із небагатьох керівників Буковини який справді переймався місцевими проблемами та намагався покращити ситуацію в краї. Продемонструвавши свої щирі наміри, фон Фріденталь вже 1870 року стає послом до Буковинського сейму, а вже 1871 року був делегований крайовим парламентом до Рейхсрату. На прямих виборах 1873 року був обраний до австрійського парламенту у «виборчому окрузі: Вижниця-Путила».
Дві визначальні події в житті Буковини (австрійського періоду) — створення Буковинської митрополії та відкриття Чернівецького університету — відбулися за його безпосередньої участі.
Після міністерської посади, Фелікс Піно повернувся на Буковину, де 14 лютого 1887 р. знову обійняв посаду крайового президента. Завершив свою місію у краї, власне як і політичну кар'єру, 1 серпня 1890 року через похилий вік і різко погіршене здоров'я (практично повна втрата зору).
Вийшовши на пенсію, Фелікс Піно жив у Каринтії. Помер Фелікс Піно фон Фріденталь 14 квітня 1906 року у місті Фьолькермаркт (нім. Völkermarkt), земля Каринтія.